# Joyce Appleby
Joyce Oldham Appleby (* 9. April 1929 in Omaha, Nebraska; † 23. Dezember 2016) war eine US-amerikanische Historikerin. Sie war Professorin an der University of California, Los Angeles (UCLA).
Appleby studierte an der Stanford University mit dem Bachelor-Abschluss 1950 und war zunächst Journalistin für Mademoiselle in New York City, bevor sie wieder an die Universität ging und 1966 an der Claremont Graduate University promoviert wurde (An American in Paris: The Career of an American pamphlet in French Revolutionary Politics, 1787-89). Danach war sie zwei Jahre in Paris und 1970/71 in London, wo sie für ihr Buch über ökonomisches Denken im England des 17. Jahrhunderts forschte. 1981 bis zu ihrer Emeritierung 2001 lehrte sie an der UCLA.
Appleby befasste sich mit der Frühgeschichte der USA im 18. Jahrhundert und speziell der Ideengeschichte von Republikanismus, Liberalismus und Kapitalismus. Neben den USA befasste sie sich auch mit Frankreich und England im 17. und 18. Jahrhundert.
1977/78 war sie am Churchill College in Cambridge, 1990/91 Harmsworth Professor of American History in Oxford (und Fellow des Queen´s College) und 1984 Becker Lecturer an der Cornell University. Ab 1980 war sie im Rat des Institute of Early American History and Culture in Williamsburg.
2009 erhielt sie den Arthur M. Schlesinger Jr. Award. Sie war Präsident der Organization of American Historians (1991) und American Historical Association (1997). 1993 wurde sie Fellow der American Academy of Arts and Sciences und 1994 gewähltes Mitglied der American Philosophical Society. 2001 wurde sie zum korrespondierenden Mitglied der British Academy gewählt.
Sie war Mitherausgeberin des American Historical Review und des William and Mary Quarterly.
Sie war mit dem Historiker Andrew Bell, Professor an der San Diego State University, verheiratet und hatte drei Kinder.

## Schriften
- Economic Thought and Ideology in Seventeenth Century England, Princeton University Press, 1978 (das Buch erhielt 1978 den Berkshire Prize)
- Capitalism and a New Social Order: The Jeffersonian Vision of the 1790s, New York: New York University Press, 1984 (Phelps Lectures an der New York University 1982)
- Liberalism and Republicanism in the Historical Imagination, Harvard University Press, 1992 (Sammlung von Essays)
- mit Lynn Hunt, Margaret Jacob: Telling the Truth About History, New York: W. W. Norton 1994
- Herausgeber Knowledge and Postmodernism in Historical Perspective, New York: Routledge, 1996
- Herausgeber Recollections of the Early Republic: Selected Autobiographies, Boston: Northeastern University Press, 1997
- Inheriting the Revolution: The First Generation of Americans, Cambridge, Massachusetts: Belknap Press, 2000
- The Relentless Revolution: A History of Capitalism, New York: W. W. Norton 2010
- Thomas Jefferson, Henry Holt 2003 (American Presidents Series)